# Cyathula albida
Cyathula albida är en amarantväxtart som beskrevs av Lopr.. Cyathula albida ingår i släktet Cyathula, och familjen amarantväxter. Inga underarter finns listade i Catalogue of Life.